# Płaca minimalna
Płaca minimalna – prawnie ustalony najniższy dopuszczalny poziom wynagrodzenia pieniężnego za pracę najemną (na podstawie umowy o pracę), określony w postaci stawki lub minimalnego zarobku za pracę w obowiązującym wymiarze czasowym (najczęściej w ciągu miesiąca). Ta najniższa z możliwych płac ustalana jest przez państwo. Wynagrodzenie to pozostaje niezależne od poziomu kompetencji pracownika, a także pozostałych składników wynagrodzenia.

## Minimalne wynagrodzenie ustawowe w Polsce

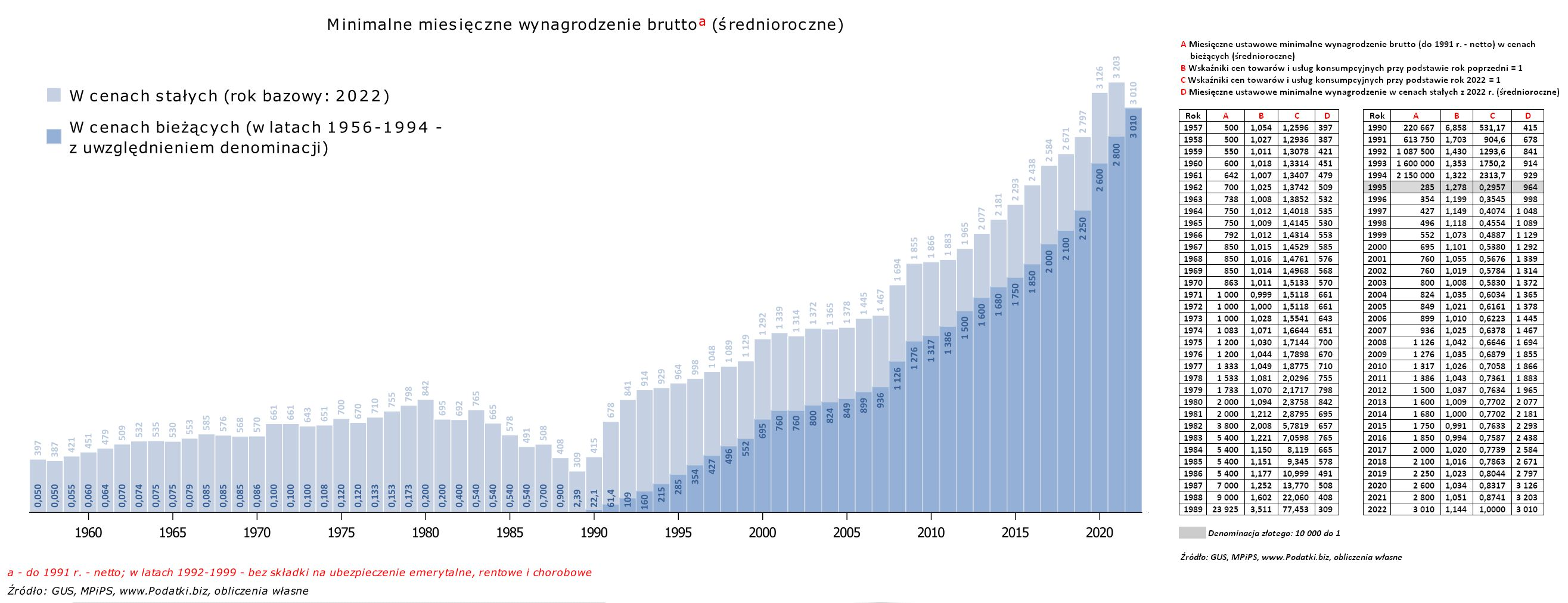
Miesięczne minimalne wynagrodzenie brutto (do 1991 r. – netto) w PLN

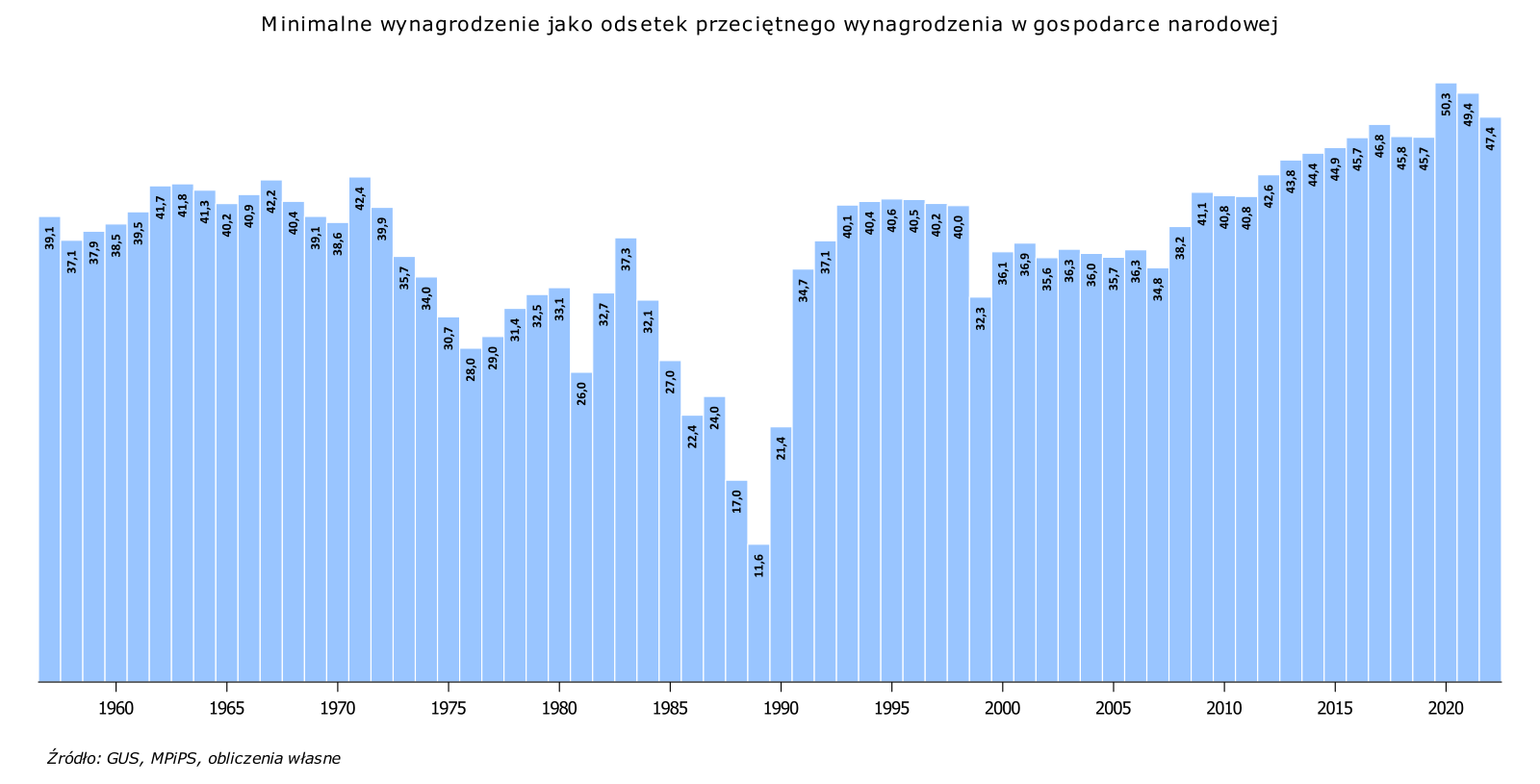
Minimalne wynagrodzenie jako odsetek przeciętnego wynagrodzenia w gospodarce narodowej

W Polsce minimalne wynagrodzenie ustalane jest corocznie na podstawie ustawy z 10 października 2002 o minimalnym wynagrodzeniu za pracę. Wysokość minimalnego wynagrodzenia, podlega ogłoszeniu w Dzienniku Urzędowym Rzeczypospolitej Polskiej „Monitor Polski”, w drodze obwieszczenia Prezesa Rady Ministrów lub w Dzienniku Ustaw, w drodze rozporządzenia Rady Ministrów do 15 września każdego roku.
W przypadku umowy zlecenia i o świadczenie usług od 2017 r. wprowadzono minimalną stawkę godzinową.
Do końca 2016 r. w okresie pierwszego roku pracy danego pracownika jego wynagrodzenie mogło być niższe od wynagrodzenia minimalnego, jednak nie mogło stanowić mniej, niż 80% wysokości minimalnego wynagrodzenia za pracę.
Według GUS na koniec 2019 roku płacę minimalną dostawało w Polsce około 1,5 miliona osób. 
W grudniu 2021 roku płacę minimalną dostawało w Polsce około 1,6 miliona osób, co oznaczało spadek o 0,6% tej liczby w porównaniu z grudniem 2020 roku.
Według oceny skutków projektu aktu prawnego mającego podnieść pensję minimalną w 2022 (w tym minimalną stawkę godzinową) pobierało ją około 2,2 miliona osób w Polsce.
| Data wprowadzenia | Wartość w cenach bieżących | Wartość w cenach stałych z 2020 r. | Minimalna stawka godzinowa | Zmiana w % |
| ----------------- | -------------------------- | ---------------------------------- | -------------------------- | ---------- |
| 1 stycznia 2025   | 4 666                      | 3 255                              | 30,50                      | +8,5%      |
| 1 lipca 2024      | 4 300                      | 3 066                              | 28,10                      | +1,4%      |
| 1 stycznia 2024   | 4 242                      | 3 123                              | 27,70                      | +17,8%     |
| 1 lipca 2023      | 3 600                      | 2 679                              | 23,50                      | +3,2%      |
| 1 stycznia 2023   | 3 490                      | 2 671                              | 22,80                      | +15,9%     |
| 1 stycznia 2022   | 3 010                      | 2 704                              | 19,70                      | +7,5%      |
| 1 stycznia 2021   | 2 800                      | 2 751                              | 18,30                      | +7,7%      |
| 1 stycznia 2020   | 2 600                      | 2 624                              | 17,00                      | +15,6%     |
| 1 stycznia 2019   | 2 250                      | 2 370                              | 14,70                      | +7,1%      |
| 1 stycznia 2018   | 2 100                      | 2 227                              | 13,70                      | +5,0%      |
| 1 stycznia 2017   | 2 000                      | 2 162                              | 13,00                      | +8,1%      |
| 1 stycznia 2016   | 1 850                      | 2 037                              | –                          | +5,7%      |
| 1 stycznia 2015   | 1 750                      | 1 907                              | –                          | +4,2%      |
| 1 stycznia 2014   | 1 680                      | 1 811                              | –                          | +5,0%      |
| 1 stycznia 2013   | 1 600                      | 1 739                              | –                          | +6,7%      |
| 1 stycznia 2012   | 1 500                      | 1 662                              | –                          | +8,2%      |
| 1 stycznia 2011   | 1 386                      | 1 600                              | –                          | +5,2%      |
| 1 stycznia 2010   | 1 317                      | 1 578                              | –                          | +3,2%      |
| 1 stycznia 2009   | 1 276                      | 1 588                              | –                          | +13,3%     |
| 1 stycznia 2008   | 1 126                      | 1 446                              | –                          | +20,3%     |
| 1 stycznia 2007   | 936                        | 1 253                              | –                          | +4,1%      |
| 1 stycznia 2006   | 899                        | 1 222                              | –                          | +5,9%      |
| 1 stycznia 2005   | 849                        | 1 162                              | –                          | +3,0%      |
| 1 stycznia 2004   | 824                        | 1 173                              | –                          | +3,0%      |
| 1 stycznia 2003   | 800                        | 1 159                              | –                          | +5,3%      |
| 1 stycznia 2001   | 760                        | 1 145                              | –                          | +8,6%      |
| 1 marca 2000      | 700                        | 1 114                              | –                          |            |

| Lata 1956–2000    | Lata 1956–2000             | Lata 1956–2000                     |
| Data wprowadzenia | Wartość w cenach bieżących | Wartość w cenach stałych z 2020 r. |
| ----------------- | -------------------------- | ---------------------------------- |
| 1 XI 1999         | 670                        | 1 114                              |
| 1 I 1999          | 528                        | 941                                |
| 1 II 1998         | 500                        | 935                                |
| 1 VII 1997        | 450                        | 926                                |
| 1 II 1997         | 406                        | 867                                |
| 1 I 1997          | 391                        | 844                                |
| 1 VII 1996        | 370                        | 876                                |
| 1 IV 1996         | 350                        | 847                                |
| 1 I 1996          | 325                        | 828                                |
| 1 X 1995          | 305                        | 827                                |
| 1 VII 1995        | 295                        | 842                                |
| 1 IV 1995         | 280                        | 814                                |
| 1 I 1995          | 260                        | 803                                |
| 1 X 1994          | 2 400 000                  | 800                                |
| 1 VII 1994        | 2 200 000                  | 802                                |
| 1 IV 1994         | 2 050 000                  | 789                                |
| 1 I 1994          | 1 950 000                  | 797                                |
| 1 X 1993          | 1 750 000                  | 799                                |
| 1 VII 1993        | 1 650 000                  | 805                                |
| 1 I 1993          | 1 500 000                  | 825                                |
| 1 X 1992          | 1 350 000                  | 808                                |
| 1 IX 1992         | 1 300 000                  | 802                                |
| 1 VIII 1992       | 1 200 000                  | 779                                |
| 1 V 1992          | 1 000 000                  | 687                                |
| 1 I 1992          | 875 000                    | 673                                |
| 1 XII 1991        | 700 000                    | 579                                |
| 1 X 1991          | 652 000                    | 574                                |
| 1 VII 1991        | 632 000                    | 602                                |
| 1 IV 1991         | 605 000                    | 622                                |
| 1 I 1991          | 550 000                    | 647                                |
| 1 X 1990          | 440 000                    | 648                                |
| 1 IX 1990         | 368 000                    | 573                                |
| 1 I 1990          | 120 000                    | 310                                |
| 1 X 1989          | 38 000                     | 254                                |
| 1 VII 1989        | 22 100                     | 428                                |
| 1 I 1989          | 17 800                     | 550                                |
| 1 I 1988          | 9 000                      | 514                                |
| 1 I 1987          | 7 000                      | 528                                |
| 1 I 1986          | 5 400                      | 484                                |
| 1 IX 1982         | 5 400                      | 795                                |
| 1 I 1982          | 3 000                      | 705                                |
| 1 I 1980          | 2 000                      | 701                                |
| 1 V 1979          | 1 800                      | 690                                |
| 1 V 1978          | 1 600                      | 657                                |
| 1 V 1977          | 1 400                      | 621                                |
| 1 VIII 1974       | 1 200                      | 601                                |
| 1 XII 1970        | 1 000                      | 550                                |
| 1 VIII 1966       | 850                        | 495                                |
| 1 IV 1963         | 750                        | 451                                |
| 1 VIII 1961       | 700                        | 435                                |
| 1 VII 1959        | 600                        | 382                                |
| 1 IV 1956         | 500                        | 348                                |
| do 31 III 1956    | 364                        | 254                                |

| Rok             | Stawka minimalna brutto (PLN) | Stawka minimalna netto (PLN)                                                                       | Stawka minimalna netto (PLN) z dojazdem                                                            | Koszt miesięczny zatrudnienia pracownika dla pracodawcy (PLN) | Koszt miesięczny zatrudnienia pracownika dla pracodawcy z uwzgl. urlopu wypocz. (PLN) |
| --------------- | ----------------------------- | -------------------------------------------------------------------------------------------------- | -------------------------------------------------------------------------------------------------- | ------------------------------------------------------------- | ------------------------------------------------------------------------------------- |
| 2025            | 4 666,00                      | 3 510,92 (3 663,92 do 26 lat)                                                                      | 3 516,92 (3 663,92 do 26 lat)                                                                      | 5 621,60                                                      | 6 165,63                                                                              |
| 2024 (od 1.07)  | 4 300,00                      | 3 261,53 (3 376,53 do 26 lat)                                                                      | 3 267,53 (3 376,53 do 26 lat)                                                                      | 5 180,64                                                      | 5 681,99                                                                              |
| 2024 (do 30.06) | 4 242,00                      | 3 221,98 (3 330,98 do 26 lat)                                                                      | 3 227,98 (3 330,98 do 26 lat)                                                                      | 5 110,76                                                      | 5 612,11                                                                              |
| 2023 (od 1.07)  | 3 600,00                      | 2 783,86 (2 826,86 do 26 lat)                                                                      | 2 789,86 (2 826,86 do 26 lat)                                                                      | 4 337,28                                                      | 4 780,34                                                                              |
| 2023 (do 30.06) | 3 490,00                      | 2 709,48 (2 740,48 do 26 lat);                                                                     | 2 715,49 (2 740,48 do 26 lat);                                                                     | 4 204,75                                                      | 4 647,81                                                                              |
| 2022            | 3 010,00                      | 2 363,56                                                                                           | 2 363,56                                                                                           | 3 626,46                                                      |                                                                                       |
| 2021            | 2 800,00                      | 2 061,67 (2 198,67 do 26 lat)                                                                      | 2 069,67 (2 198,67 do 26 lat)                                                                      | 3 373,44                                                      |                                                                                       |
| 2020            | 2 600,00                      | 1 920,62 (2 041,62 do 26 lat)                                                                      | 1 928,62 (2 041,62 do 26 lat)                                                                      | 3 132,48                                                      |                                                                                       |
| 2019            | 2 250,00                      | do 31.07: 1 633,78 do 30.09: 1 633,78 (1 766,78 do 26 lat) od 01.10: 1 673,78 (1 766,78 do 26 lat) | do 31.07: 1 638,78 do 30.09: 1 638,78 (1 766,78 do 26 lat) od 01.10: 1 681,78 (1 766,78 do 26 lat) | 2 710,81                                                      |                                                                                       |
| 2018            | 2 100,00                      | 1 530,00                                                                                           | 1 535,00                                                                                           | do 31.03: 2 532,81 od 01.04: 2 530,08                         |                                                                                       |
| 2017            | 2 000,00                      | 1 459,48                                                                                           | 1 464,48                                                                                           | 2 412,20                                                      |                                                                                       |
| 2016            | 1 850,00                      | 1 355,69                                                                                           | 1 360,69                                                                                           | 2 231,29                                                      |                                                                                       |
| 2015            | 1 750,00                      | 1 286,16                                                                                           | 1 291,16                                                                                           | do 31.03: 2 112,96 od 01.04: 2 110,68                         |                                                                                       |
| 2014            | 1 680,00                      | 1 237,20                                                                                           | 1 242,20                                                                                           | 2 028,43                                                      |                                                                                       |
| 2013            | 1 600,00                      | 1 181,38                                                                                           | 1 186,38                                                                                           | 1 931,84                                                      |                                                                                       |
| 2012            | 1 500,00                      | 1 111,86                                                                                           | 1 116,86                                                                                           | do 31.01: 1 777,20 od 01.02: 1 807,20                         |                                                                                       |
| 2011            | 1 386,00                      | 1 032,34                                                                                           | 1 037,34                                                                                           | 1 642,14                                                      |                                                                                       |
| 2010            | 1 317,00                      | 984,15                                                                                             | 989,15                                                                                             | 1 560,39                                                      |                                                                                       |
| 2009            | 1 276,00                      | 954,96                                                                                             | 959,96                                                                                             | 1 511,81                                                      |                                                                                       |
| 2008            | 1 126,00                      | 845,17                                                                                             | 850,17                                                                                             | 1 334,09                                                      |                                                                                       |
| 2007            | 936,00                        | do 30.06: 675,40 od 01.07: 697,95                                                                  | do 30.06: 680,40 od 01.07: 702,95                                                                  | 1 127,69                                                      |                                                                                       |
| 2006            | 899,10                        | 647,93                                                                                             | 652,93                                                                                             | 1 083,23                                                      |                                                                                       |
| 2005            | 849,00                        | 617,39                                                                                             | ?                                                                                                  | ?                                                             |                                                                                       |
| 2004            | 824,00                        | 602,77                                                                                             | ?                                                                                                  | ?                                                             |                                                                                       |
| 2003            | 800,00                        | 588,39                                                                                             | ?                                                                                                  | ?                                                             |                                                                                       |
| 2002            | 760,00                        | 561,82                                                                                             | ?                                                                                                  | ?                                                             |                                                                                       |
| 2001            | 760,00                        | 559,12                                                                                             | ?                                                                                                  | ?                                                             |                                                                                       |
| 2000            | 700,00                        | 512,83                                                                                             | ?                                                                                                  | ?                                                             |                                                                                       |
| Źródła.         |                               | | |                                                               |                                                                                       |

| Rok     | Stawka minimalna brutto (PLN) | Stawka minimalna netto (PLN)  | Liczba gramów złota do zakupienia, za miesięczną pensję (wypłata „na rękę” przy standardowych kosztach uzyskania przychodu). Cena złota wg NBP na początek stycznia danego roku. |
| ------- | ----------------------------- | ----------------------------- | --- |
| 2021    | 2 800,00                      | 2 061,67 (2 198,67 do 26 lat) | ≈9,0384 g |
| Źródła. |                               |                               | |

| Rok     | Stawka minimalna brutto (PLN) | Stawka minimalna netto (PLN)                                                                  | Liczba gramów złota do zakupienia, za miesięczną pensję (wypłata „na rękę” przy standardowych kosztach uzyskania przychodu). Cena złota wg NBP na początek stycznia danego roku. |
| ------- | ----------------------------- | --------------------------------------------------------------------------------------------- | --- |
| 2020    | 2600,00                       | 1920,62 (2041,62 do 26 lat)                                                                   | ≈10,3275 g |
| 2019    | 2250,00                       | do 31.07: 1633,78 do 30.09: 1633,78 (1766,78 do 26 lat) od 01.10: 1673,78 (1766,78 do 26 lat) | ≈10,5446 g (do 30.09) |
| 2018    | 2100,00                       | 1530,00                                                                                       | ≈10,5444 g |
| 2017    | 2000,00                       | 1459,48                                                                                       | ≈9,3701 g |
| 2016    | 1850,00                       | 1355,69                                                                                       | ≈10,1763 g |
| 2015    | 1750,00                       | 1286,16                                                                                       | ≈9,5102 g |
| 2014    | 1680,00                       | 1237,20                                                                                       | ≈10,6334 g |
| 2013    | 1600,00                       | 1181,38                                                                                       | ≈7,1240 g |
| 2012    | 1500,00                       | 1111,86                                                                                       | ≈6,4273 g |
| 2011    | 1386,00                       | 1032,34                                                                                       | ≈7,6817 g |
| 2010    | 1317,00                       | 984,15                                                                                        | ≈9,7286 g |
| 2009    | 1276,00                       | 954,96                                                                                        | ≈11,5935 g |
| 2008    | 1126,00                       | 845,17                                                                                        | ≈12,9072 g |
| 2007    | 936,00                        | do 30.06: 675,40 od 01.07: 697,95                                                             | ≈11,3531 g (do 30.06) |
| 2006    | 899,10                        | 647,93                                                                                        | ≈12,0477 g |
| 2005    | 849,00                        | 617,39                                                                                        | ≈14,6649 g |
| 2004    | 824,00                        | 602,77                                                                                        | ≈12,0074 g |
| 2003    | 800,00                        | 588,39                                                                                        | ≈13,9099 g |
| 2002    | 760,00                        | 561,82                                                                                        | ≈15,8841 g |
| 2001    | 760,00                        | 559,12                                                                                        | ≈15,8661 g |
| 2000    | 700,00                        | 512,83                                                                                        | ≈13,3793 g |
| Źródła. |                               |                                                                                               | |

Płaca minimalna brutto w Polsce w przeliczeniu na złoto, srebro i wybrane towary konsumpcyjne (2022 = 100%)

II Rzeczpospolita – od kwietnia 1924 sztywny parytet – 1 złoty równoważny 0,29 grama złota. W 1927 ustalono parytet 5924,44 złotych za kilogram czystego złota
Pensja robotnika w latach:
- 1929 – 1,02 zł za godzinę
- 1933 – 0,80 zł za godzinę
- 1935 – 0,73 zł za godzinę

W 1929 roku, przy założeniu 40 godzinnego tygodnia pracy (2019), to robotnik zarabiał 163,2 ówczesne złote miesięcznie, czyli ≈27,5469 gram złota.

## Płaca minimalna brutto w krajach UE i w USA

Nominalna płaca minimalna brutto w wybranych krajach jako odsetek płacy minimalnej we Francji

Płaca minimalna brutto w standardzie siły nabywczej (PPS) w wybranych krajach jako odsetek płacy minimalnej we Francji

Miesięczna płaca minimalna brutto w złotych (ceny bieżące)

Tylko w niektórych krajach UE minimalne wynagrodzenie jest zdefiniowane. W Stanach Zjednoczonych, Wielkiej Brytanii i Irlandii występują stawki godzinowe. W styczniu 2019 r., 21 z 27 krajów Unii miało ustaloną stawkę minimalną, od 286 euro w Bułgarii do 2071 euro w Luksemburgu. W niektórych krajach, gdzie nie ma prawnie ustanowionej płacy minimalnej, występują najważniejsze stawki branżowe. Inaczej jest w USA, gdzie płace minimalne godzinowe pasują dokładnie do minimalnych kosztów utrzymania.
W Austrii, Włoszech, Cyprze i krajach skandynawskich (Szwecja) płaca minimalna nie jest określona i pozostaje w zakresie autonomii układowej pracodawców i związków zawodowych. Poniższa tabela nie uwzględnia Danii, która ma jedną z najwyższych pensji minimalnych we wspólnocie. Oficjalnie nie ma prawa, które zmusza do wypłacania wysokiej płacy minimalnej w Danii, ale poza ustaleniami dla poszczególnych branż (które są wyższe) nikt nie płaci w Danii mniej niż 110 koron duńskich (ok. 68,23 złotych) na godzinę (brutto). Tydzień pracy na pełny etat w Danii to 37 godzin, co daje miesięcznie brutto 10098,04 złotych.
W Hiszpanii poza płacą minimalną wprowadzono, w 2020 także wariant dochodu podstawowego, gdzie osoby zarabiające w 2019 mniej niż 24730,96 złotych rocznie, lub w przypadku rodziny 54459,07 złotych albo te, które straciły pracę w czasach pandemii COVID-19, dostają wyrównanie co miesiąc do tej kwoty. Przy zerowych zarobkach/braku pracy jest to około 2065,01 złotych dla gospodarstwa jednoosobowego, a 4536,77 złotych dla gospodarstwa wieloosobowego. Około miliona gospodarstw domowych dostaje takie świadczenia zbliżone do pensji minimalnej w Polsce, a program kosztuje państwo około 13,41 miliarda złotych.
| Państwo            | Miesięczne minimalne wynagrodzenie brutto (w styczniu danego roku) | Miesięczne minimalne wynagrodzenie brutto (w styczniu danego roku) | Miesięczne minimalne wynagrodzenie brutto (w styczniu danego roku) | Miesięczne minimalne wynagrodzenie brutto (w styczniu danego roku) | Miesięczne minimalne wynagrodzenie brutto (w styczniu danego roku) | Miesięczne minimalne wynagrodzenie brutto (w styczniu danego roku) | Miesięczne minimalne wynagrodzenie brutto (w styczniu danego roku) | Miesięczne minimalne wynagrodzenie brutto (w styczniu danego roku) | Miesięczne minimalne wynagrodzenie brutto (w styczniu danego roku) | Miesięczne minimalne wynagrodzenie brutto (w styczniu danego roku) | Miesięczne minimalne wynagrodzenie brutto (w styczniu danego roku) | Miesięczne minimalne wynagrodzenie brutto (w styczniu danego roku) | Miesięczne minimalne wynagrodzenie brutto (w styczniu danego roku) | Miesięczne minimalne wynagrodzenie brutto (w styczniu danego roku) |
| Państwo            | w EUR                                                              | w EUR                                                              | w EUR                                                              | w EUR                                                              | w EUR                                                              | w EUR                                                              | w PPS                                                              | w PPS                                                              | w PPS                                                              | w PPS                                                              | w PPS                                                              | w PPS                                                              | w PLN                                                              | w PLN                                                              |
| Państwo            | 2000                                                               | 2005                                                               | 2010                                                               | 2015                                                               | 2020                                                               | 2025                                                               | 2000                                                               | 2005                                                               | 2010                                                               | 2015                                                               | 2020                                                               | 2025                                                               | 2020                                                               | 2025                                                               |
| ------------------ | ------------------------------------------------------------------ | ------------------------------------------------------------------ | ------------------------------------------------------------------ | ------------------------------------------------------------------ | ------------------------------------------------------------------ | ------------------------------------------------------------------ | ------------------------------------------------------------------ | ------------------------------------------------------------------ | ------------------------------------------------------------------ | ------------------------------------------------------------------ | ------------------------------------------------------------------ | ------------------------------------------------------------------ | ------------------------------------------------------------------ | ------------------------------------------------------------------ |
| Luksemburg         | 1191                                                               | 1467                                                               | 1683                                                               | 1923                                                               | 2142                                                               | 2638                                                               | 1136                                                               | 1339                                                               | 1424                                                               | 1592                                                               | 1705                                                               |                                                                    | 9118                                                               | 11291                                                              |
| Niemcy             | –––                                                                | –––                                                                | –––                                                                | 1440                                                               | 1584                                                               | 2222                                                               | –––                                                                | –––                                                                | –––                                                                | 1416                                                               | 1529                                                               |                                                                    | 6743                                                               | 9510                                                               |
| Holandia           | 1092                                                               | 1265                                                               | 1408                                                               | 1502                                                               | 1636                                                               | 2437                                                               | 1088                                                               | 1224                                                               | 1320                                                               | 1372                                                               | 1460                                                               |                                                                    | 6962                                                               | 10430                                                              |
| Belgia             | 1096                                                               | 1210                                                               | 1388                                                               | 1502                                                               | 1594                                                               | 2030                                                               | 1033                                                               | 1157                                                               | 1258                                                               | 1407                                                               | 1431                                                               |                                                                    | 6785                                                               | 8688                                                               |
| Francja            | 1049                                                               | 1286                                                               | 1344                                                               | 1458                                                               | 1539                                                               | 1802                                                               | 987                                                                | 1202                                                               | 1211                                                               | 1366                                                               | 1397                                                               |                                                                    | 6553                                                               | 7713                                                               |
| Wielka Brytania    | 952                                                                | 1135                                                               | 1076                                                               | 1379                                                               | 1599                                                               | 2239                                                               | 665                                                                | 950                                                                | 1000                                                               | 1084                                                               | 1320                                                               |                                                                    | 6805                                                               | 9583                                                               |
| Irlandia           | –––                                                                | 1183                                                               | 1462                                                               | 1462                                                               | 1656                                                               | 2282                                                               | –––                                                                | 978                                                                | 1176                                                               | 1190                                                               | 1287                                                               |                                                                    | 7050                                                               | 9767                                                               |
| Turcja             | 202                                                                | 266                                                                | 338                                                                | 424                                                                | 440                                                                | 717                                                                | 451                                                                | 475                                                                | 550                                                                | 707                                                                | 1157                                                               |                                                                    | 1874                                                               | 3069                                                               |
| Hiszpania          | 496                                                                | 599                                                                | 739                                                                | 757                                                                | 1050                                                               | 1323                                                               | 582                                                                | 669                                                                | 755                                                                | 819                                                                | 1131                                                               |                                                                    | 4470                                                               | 5662                                                               |
| Słowenia           | 373                                                                | 490                                                                | 597                                                                | 791                                                                | 941                                                                | 1253                                                               | 521                                                                | 661                                                                | 690                                                                | 956                                                                | 1112                                                               |                                                                    | 4004                                                               | 5363                                                               |
| Polska             | 161                                                                | 208                                                                | 321                                                                | 410                                                                | 611                                                                | 1086                                                               | 318                                                                | 366                                                                | 532                                                                | 750                                                                | 1056                                                               |                                                                    | 2600                                                               | 4666                                                               |
| Stany Zjednoczone  | 889                                                                | 655                                                                | 872                                                                | 1035                                                               | 1119                                                               | 1157                                                               | 799                                                                | 791                                                                | 1037                                                               | 1015                                                               | 964                                                                |                                                                    | 4762                                                               | 4952                                                               |
| Malta              | 505                                                                | 555                                                                | 660                                                                | 720                                                                | 777                                                                | 961                                                                | 687                                                                | 779                                                                | 828                                                                | 894                                                                | 941                                                                |                                                                    | 3308                                                               | 4113                                                               |
| Litwa              | 107                                                                | 145                                                                | 232                                                                | 300                                                                | 607                                                                | 1038                                                               | 220                                                                | 280                                                                | 355                                                                | 484                                                                | 921                                                                |                                                                    | 2584                                                               | 4443                                                               |
| Rumunia            | 25                                                                 | 79                                                                 | 142                                                                | 218                                                                | 466                                                                | 814                                                                | 77                                                                 | 189                                                                | 261                                                                | 416                                                                | 913                                                                |                                                                    | 1985                                                               | 3484                                                               |
| Grecja             | 526                                                                | 668                                                                | 863                                                                | 684                                                                | 758                                                                | 968                                                                | 646                                                                | 791                                                                | 916                                                                | 803                                                                | 904                                                                |                                                                    | 3228                                                               | 4143                                                               |
| Portugalia         | 371                                                                | 437                                                                | 554                                                                | 589                                                                | 741                                                                | 1015                                                               | 480                                                                | 539                                                                | 643                                                                | 711                                                                | 858                                                                |                                                                    | 3154                                                               | 4344                                                               |
| Węgry              | 100                                                                | 232                                                                | 272                                                                | 333                                                                | 487                                                                | 774                                                                | 213                                                                | 372                                                                | 417                                                                | 588                                                                | 808                                                                |                                                                    | 2073                                                               | 3313                                                               |
| Chorwacja          | –––                                                                | –––                                                                | 385                                                                | 396                                                                | 546                                                                | 970                                                                | –––                                                                | –––                                                                | 518                                                                | 604                                                                | 805                                                                |                                                                    | 2325                                                               | 4152                                                               |
| Czechy             | 111                                                                | 236                                                                | 302                                                                | 332                                                                | 575                                                                | 823                                                                | 237                                                                | 410                                                                | 439                                                                | 532                                                                | 799                                                                |                                                                    | 2446                                                               | 3522                                                               |
| Słowacja           | 94                                                                 | 168                                                                | 308                                                                | 380                                                                | 580                                                                | 816                                                                | 227                                                                | 306                                                                | 424                                                                | 562                                                                | 750                                                                |                                                                    | 2469                                                               | 3492                                                               |
| Estonia            | 89                                                                 | 172                                                                | 278                                                                | 390                                                                | 584                                                                | 886                                                                | 159                                                                | 281                                                                | 380                                                                | 525                                                                | 726                                                                |                                                                    | 2486                                                               | 3792                                                               |
| Serbia             | –––                                                                | 125                                                                | 222                                                                | 235                                                                | 343                                                                | 619                                                                | 28                                                                 | 290                                                                | 428                                                                | 480                                                                | 634                                                                |                                                                    | 1462                                                               | 2649                                                               |
| Bułgaria           | 34                                                                 | 77                                                                 | 123                                                                | 184                                                                | 312                                                                | 551                                                                | 97                                                                 | 192                                                                | 231                                                                | 389                                                                | 618                                                                |                                                                    | 1328                                                               | 2358                                                               |
| Czarnogóra         | –––                                                                | –––                                                                | –––                                                                | 288                                                                | 331                                                                | 670                                                                | –––                                                                | –––                                                                | –––                                                                | 528                                                                | 592                                                                |                                                                    | 1410                                                               | 2868                                                               |
| Macedonia Północna | –––                                                                | –––                                                                | –––                                                                | 214                                                                | 282                                                                | 541                                                                | –––                                                                | –––                                                                | –––                                                                | 460                                                                | 591                                                                |                                                                    | 1235                                                               | 2315                                                               |
| Łotwa              | 85                                                                 | 115                                                                | 254                                                                | 360                                                                | 430                                                                | 740                                                                | 155                                                                | 220                                                                | 343                                                                | 509                                                                | 579                                                                |                                                                    | 1830                                                               | 3167                                                               |
| Albania            | 47                                                                 | 85                                                                 | 130                                                                | 157                                                                | 213                                                                | 407                                                                | 99                                                                 | 168                                                                | 254                                                                | 327                                                                | 388                                                                |                                                                    | 909                                                                | 1742                                                               |

## Inne państwa europejskie
W Szwajcarii nie ma państwowej płacy minimalnej, ale część kantonów ma ją ustanowioną lub próbuje ją wprowadzić. W kantonie Neuchâtel jest to od 2018 roku ok. 20 CHF na godzinę (ok. 83,53 złotych na godzinę, przy założeniu 40 godzin pracy tygodniowo jest to ok. 3200 CHF, czyli ok. 13364,13 złotych brutto miesięcznie). Dodatkowo jest wiele porozumień między branżami, krajem, kantonami, które określają zarobki. Stosunkowo niewiele osób dostaje równowartość minimalnych zarobków w Neuchâtel, zazwyczaj pracownicy zarabiają więcej. W praktyce więc Szwajcarzy (także dzięki wysokiemu kursowi franka i niskim podatkom) mają jedne z najwyższych pensji w Europie, zwłaszcza dla specjalistów dopiero (lub z niewielkim doświadczeniem) rozpoczynających pracę.
W 2020 roku, w referendum w kantonie Genewa zadecydowano, że płaca minimalna będzie wynosić 23 franki szwajcarskie na godzinę. Jest to ok. 96,01 złotych brutto, co przy 40 godzinnym tygodniu pracy daje (brutto) 15361,6 złotych miesięcznie.

### Ukraina
Pensja minimalna na Ukrainie w 2021 wynosi 6000 UAH (około 780 złotych) miesięcznie, a od 1 grudnia 2021 będzie wynosiła 6500 hrywien. Oficjalny poziom minimalnej egzystencji dla pełnosprawnej osoby na 2021 wynosi 2270 UAH (ok. 294,16 złotych miesięcznie).
W 2019 roku płaca minimalna w Polsce była 3,5 raza wyższa niż pensja minimalna na Ukrainie, w 2021 roku jest ok. 2,6. Dla porównania koszt biletu jednorazowego na Ukrainie w dużym mieście to 0,52 złotego, biorąc pod uwagę 2,6 raza niższą pensję minimalną to tak, jakby w Warszawie bilet jednorazowy kosztował 1,3 złotego (w rzeczywistości kosztuje kilka razy tyle), niższe są także koszty żywności, wstępu do placówek kulturalno-sportowych, wynajmu mieszkań. Wyższe są natomiast ceny niektórych produktów importowanych, zwłaszcza odzieży w sieciówkach dla średnio i wysoko zarabiających.

### Białoruś
Pensja minimalna na Białorusi w 2021 roku to 400 BYN (nowych rubli białoruskich), co odpowiada około 155,825 $, a więc 574,6 złotych miesięcznie. W stosunku do innych walut spada z racji słabnięcia białoruskiego rubla – w 2020 roku płaca minimalna wynosiła 375 BYN, co odpowiadało 175 $ miesięcznie, a więc około 645,31 złotych.

## Przykłady płac minimalnych w wybranych krajach Azji
- Chiny – 960 juanów (≈141 dolarów – ≈391,98 PLN) (płaca od 1 lipca 2011 – wzrost o 20 procent do dotychczasowej)[61]
- Korea Północna 60,78 $ (≈166,8 PLN)[62]

## Minimalne wynagrodzenie a średnie wynagrodzenie
W wielu krajach Europy minimalne wynagrodzenie ustanowione jest jako odsetek średniego miesięcznego wynagrodzenia.
| Kraj              | Minimalne wynagrodzenie jako % średniego wynagrodzenia w 2015 (jeśli nie podano inaczej) |
| ----------------- | ---------------------------------------------------------------------------------------- |
| Turcja (2014)     | 62,1                                                                                     |
| Grecja (2011)     | 56,4                                                                                     |
| Słowenia (2011)   | 52,8                                                                                     |
| Luksemburg (2014) | 50,3                                                                                     |
| Malta             | 48,0                                                                                     |
| Litwa             | 47,0                                                                                     |
| Francja (2014)    | 46,6                                                                                     |
| Bułgaria          | 46,6                                                                                     |
| Polska            | 45,5                                                                                     |
| Serbia            | 44,8                                                                                     |
| Łotwa (2014)      | 44,1                                                                                     |
| Irlandia          | 44,0                                                                                     |
| Belgia (2014)     | 44,0                                                                                     |
| Portugalia        | 43,4                                                                                     |
| Węgry (2014)      | 43,3                                                                                     |
| Holandia (2014)   | 43,2                                                                                     |
| Niemcy            | 42,0                                                                                     |
| Wielka Brytania   | 40,9                                                                                     |
| Chorwacja         | 39,4                                                                                     |
| Rumunia (2014)    | 38,5                                                                                     |
| Słowacja          | 36,9                                                                                     |
| Hiszpania         | 36,0                                                                                     |
| Estonia (2014)    | 35,9                                                                                     |
| Czechy            | 34,6                                                                                     |

## Odsetek osób pobierających minimalne wynagrodzenie
Minimalne wynagrodzenie otrzymuje teoretycznie mały odsetek ogółu zatrudnionych. Jednak jeden z najwyższych udziałów osób zarabiających minimum występuje we Francji, Litwie i Rumunii. Polska w klasyfikacji Eurostatu zajęła 9. miejsce z wynikiem 4,49%.
| Kraj                    | % zatrudnionych |
| ----------------------- | --------------- |
| Bułgaria                | 16,00% (2007)   |
| Francja                 | 15,60%          |
| Litwa                   | 12,07%          |
| Rumunia                 | 12,00%          |
| Luksemburg              | 11,00%          |
| Węgry                   | 7,95%           |
| Estonia                 | 5,72%           |
| Portugalia              | 5,50%           |
| Polska                  | 4,49%           |
| Irlandia                | 3,10%           |
| Holandia                | 2,07%           |
| Słowenia                | 2,00%           |
| Czechy                  | 2,00%           |
| Słowacja                | 1,93%           |
| Wielka Brytania         | 1,80%           |
| Malta                   | 1,50%           |
| USA                     | 1,40%           |
| Hiszpania               | 0,77%           |
| Źródło: Dane Eurostatu. |                 |

## Wprowadzenie płacy minimalnej
Pierwsze nowoczesne krajowe płace minimalne wprowadziły Nowa Zelandia (1894), Australia (1896) i Wielka Brytania (1909), USA uczyniły to w 1938 r.

### Wielka Brytania
Płacę minimalną wprowadzoną w 1909 wycofano w 1993, przywrócono i rozszerzono w 1998 r. początkowo, w obawie przed negatywnymi efektami, wynosiła 3,60 funta za godzinę pracy, a następnie wzrastała do 5,05 w 2005. Powołana w celu monitorowania efektów decyzji Low Pay Commission nie stwierdziła negatywnego wpływu decyzji na inflację i zatrudnienie i zalecała dalsze podwyższanie płacy, nawet powyżej średniego wzrostu wynagrodzeń. Nie doszło także do zmniejszenia ilości miejsc pracy – w czasie od wprowadzenia regulacji w życie przybyło ich 1,75 miliona. W przeprowadzonym w 2004 roku sondażu wśród brytyjskich pracodawców 90% z nich odpowiedziało, że wzrost płac z tytułu płacy minimalnej jest dla nich bez znaczenia. Wskazuje się także, że wprowadzenie tej instytucji wpływa pozytywnie na zmniejszenie się współczynnika Giniego i na zmniejszenie różnic w płacach między kobietami a mężczyznami (1998 – kobieta zarabiała tam średnio 78,8% płacy mężczyzny, w 2004 – 81,8%). W 2005 r. najniższe ustawowe wynagrodzenie pobierało w tym kraju jedynie 1,8% zatrudnionych .

### Niemcy
Do 2015 wynagrodzenie minimalne było ustalane przez branżowe układy zbiorowe, których zasięg systematycznie spadał z 90% pracowników w Niemczech Zachodnich w 1990 r. do 52% w 2013 r. i 38% na obszarze dawnej NRD. Wprowadzenie płacy minimalnej stało się częścią umowy wielkiej koalicji SPD i CDU po wyborach 2013 r. W 2015 r. rząd wprowadził płacę minimalną 8,5 euro za godzinę, w 2017 r. – 8,84 euro, w budownictwie – 11,75 euro. Nie dotyczyła ona długotrwale bezrobotnych, części praktykantów i młodzieży poniżej 18 roku życia. 8,5 euro było połową mediany płac.
Prezes instytutu Ifo i profesor Uniwersytetu w Monachium Hans-Werner Sinn porównał płacę minimalną do diabła i zabawy z ogniem i twierdził, że jej wprowadzenie może kosztować 1,9 mln miejsc pracy. Instytut Badań nad Przyszłością Pracy (Forschungsinstitut zur Zukunft der Arbeit / IZA) ostrzegał przed utratą 600 tysięcy miejsc pracy, Rada Ekspertów w sprawach rozwoju gospodarczego (Sachverständigenrat zur Begutachtung der gesamtwirtschaftlichen Entwicklung) obawiała się o 140 tysięcy miejsc pracy. Podnoszono też groźbę przeniesienie miejsc pracy za granicę z powodu wprowadzenia płacy minimalnej, co było nieuzasadnione, ponieważ zdecydowana większość tych stanowisk była w usługach, których nie da się przenieść za granicę: hotelarstwie, gastronomii i ogrodnictwie.
Wprowadzenie płacy minimalnej w Niemczech zwiększyło płace 3,6 mln pracowników. Zarobki pracowników niewykwalifikowanych wzrosły o 3,3%, a na obszarze byłej NRD o 10%. Ogólna wielkość płac wzrosła o 0,5–1%. Spowodowało to wzrost cen niektórych produktów i usług szczególnie przejazdów taksówką, usług fryzjerskich, hotelarskich i gastronomicznych, jednak ogólnie inflacja pozostała na rekordowo niskim poziomie. W 2015 r. przybyło 400 tys. miejsc pracy, także w branżach najgłośniej wyrażających swe obawy – w gastronomii i w hotelarstwie. Przybyło także 700 tys. osób objętych ubezpieczeniem społecznym wskutek zmniejszenia się o ok. 200 tys. stanowisk pracy zwanych MiniJob, czyli z wynagrodzeniem poniżej 450 euro, które są zwolnione ze składek. W styczniu 2016 stopa bezrobocia wyniosła 6,2%, osiągając najniższy poziom od zjednoczenia kraju.

### Polska
W 2017 weszły w życie przepisy o minimalnej stawce godzinowej na umowie zlecenia. Beniamin Krasicki, wiceprezes Polskiej Izby Ochrony i szef zatrudniającego 7 tys. osób City Security ostrzegał, że na skutek tej zmiany część pracowników ochrony straci pracę. Jednak później stwierdził, że po wejściu stawki minimalnej w życie ochroniarze pracują w mniejszym wymiarze godzinowym, a niedobór pracowników utrzymał się.

## Prawo międzynarodowe
Międzynarodowa Organizacja Pracy w sprawie płacy minimalnej uchwaliła trzy konwencje:
- Nr 26 z 1928 r.[70]
- Nr 99 z 1951 r.[71]
- Nr 131 z 1970 r.[72]

oraz jedno zalecenie.
Polska jest stroną Konwencji nr. 99.
Powszechna Deklaracja Praw Człowieka w art. 23.3 głosi każdy pracujący ma prawo do odpowiedniego i zadowalającego wynagrodzenia, zapewniającego jemu i jego rodzinie egzystencję odpowiadającą godności ludzkiej i uzupełnianego w razie potrzeby innymi środkami pomocy społecznej.
Międzynarodowy Pakt Praw Gospodarczych, Społecznych i Kulturalnych w art. 7 głosi
Państwa Strony niniejszego Paktu uznają prawo każdego do korzystania ze sprawiedliwych i korzystnych warunków pracy, obejmujących w szczególności:
a) wynagrodzenie zapewniające wszystkim pracującym jako minimum:
I. godziwy zarobek i równe wynagrodzenie za pracę o równej wartości bez jakiejkolwiek różnicy; w szczególności należy zagwarantować kobietom warunki pracy nie gorsze od tych, z jakich korzystają mężczyźni, oraz równą płacę za równą pracę
II. zadowalające warunki życia dla nich samych i ich rodzin zgodnie z postanowieniami niniejszego Paktu
Rada Europy w Europejskiej Karcie Społecznej zobowiązuje strony uznać prawo pracowników do takiego wynagrodzenia, które zapewni im i ich rodzinom godziwy poziom życia (art. 4.1).
Karta Praw Podstawowych mówi o prawie każdego do wykonywania swobodnie wybranego zawodu (art. 15.1) oraz o prawie każdego pracownika do warunków pracy szanujących jego zdrowie, bezpieczeństwo i godność (art. 31.1), sprawy płacy pomija.

## Efekty ekonomiczne

### Argumenty teoretyczne
Choć najprostsze modele ekonomii klasycznej – takie jak model równowagi podaży i popytu – sugerują, że sztuczne ustalanie ceny minimalnej oddala rynek od punktu optymalnej równowagi i tworzy zbędną stratę społeczną, ekonomia współczesna uznaje, że zależności panujące na rynku pracy są bardziej złożone, i adekwatna płaca minimalna może być użyteczna społecznie w obecności różnego rodzaju zawodności rynku. Przykładowo, w nowoczesnym modelu DMP (którego autorzy zostali za tę pracę nagrodzeni Noblem w dziedzinie ekonomii w 2010 r.), uwzględnia się to, że rynek pracy nie jest wolny od kosztów transakcyjnych („frykcji”) i słabości siły negocjacyjnej pracowników, co może prowadzić do płac niższych od poziomu optymalnego, oraz bezrobocia frykcyjnego. O słabszej sile negocjacyjnej pracowników pisał już Adam Smith w klasycznej pracy „Badania nad naturą i przyczynami bogactwa narodów”.
Użyteczność płacy minimalnej silnie zależy od sytuacji na rynku pracy. Jeśli pozycja pracodawców jest relatywnie silna i bliska monopsonowi, wprowadzenie płacy minimalnej pomaga przeciwdziałać nadużywaniu tej przewagi. W obszarach rynku pracy bliższych konkurencji doskonałej, sztuczne podwyższanie płac jest zbędne i może być szkodliwe – zwiększać bezrobocie i rynkowe ceny. Teorie i modele ekonomiczne wskazują na wiele możliwych przyczyn, dla których w rzeczywistości może występować przewaga pracodawców, szczególnie w stosunku do pracowników o niskich kwalifikacjach i dochodzie. Pracownicy tacy cechują się ograniczoną mobilnością, słabą orientacją w rynkowej wartości swojej pracy oraz ograniczoną możliwością przedłużonego szukania zatrudnienia. Wskutek tego, w wielu przypadkach obserwuje się bezrobocie frykcyjne i znaczne zróżnicowanie wynagrodzenia za wykonywanie identycznej pracy, w tym samym sąsiedztwie.
Ze względu na wysoką zależność efektywności płacy minimalnej od lokalnej specyfiki rynku pracy, zwraca się uwagę na konieczność planowania tej polityki na poziomie możliwie jak najbardziej lokalnym. Przykładowo, jednolita wysokość płacy minimalnej dla całego obszaru Stanów Zjednoczonych może się okazać dla jednych regionów zdecydowanie za wysoka, a dla innych – zbyt niska. Ustalenie zasadności i odpowiedniej wysokości płacy minimalnej, wymaga wyważenia zysków i strat – co zależy w dużej mierze od przyjętych celów i wartości – a także od właściwej identyfikacji i oceny szeregu czynników ekonomicznych.

### Badania empiryczne

#### Przeglądy metaanalityczne i tendencyjność publikacji
Zagadnienie płacy minimalnej otaczają kontrowersje polityczne i naukowe. Szereg metaanaliz wykazał istnienie znaczącej tendencyjności publikacji w tej dziedzinie w kierunku nadmiernego doszukiwania się dowodów na dużą szkodliwość tego instrumentu, w zgodzie z wnioskami z prostych modeli, według których płaca minimalna zwiększa bezrobocie. Negatywną rolę grają w tym obszarze również polityczne think-tanki i lobbyści, zarówno lewicowi, jak i prawicowi, którzy publikują niepodlegające recenzji naukowej raporty i analizy zgodne z ich linią polityczną, które są niekiedy nierzetelnie przedstawiane w mediach jako równie wiarygodne co badania naukowe.
Metaanalizy i przeglądy ekonometryczne publikowane w recenzowanych czasopismach naukowych wykazują minimalny w praktyce ogólny wpływ płacy minimalnej na zatrudnienie i ubóstwo, w niektórych przypadkach nieznacznie pozytywny, w innych nieznacznie negatywny, lub neutralny. Konkretne efekty zależą od regionu, są jednak przeciętnie nieznaczne. Analiza ekonometryczna zespołu Dube z 2013 r. kontrolująca wiele czynników zakłócających stwierdziła brak znaczącego wpływu płacy minimalnej na zatrudnienie. Badanie ekonometryczne zespołu Dube z 2014 r. porównujące zatrudnienie w sąsiadujących przygranicznych stanach w USA wykazała, że instrument ten zmniejsza rotację pracowników.
Ocena efektów ekonomicznych płacy minimalnej pozostaje niejednoznaczna i zależna od wielu czynników zakłócających. Znacząca neutralność niedużych podwyżek płacy minimalnej wskazuje jednak na trafność argumentów teoretycznych o obecności na niektórych rynkach pracy zawodności oraz monopsonu pracodawców. Może zatem ona służyć redukcji nierówności i ubóstwa, musi mieć jednak odpowiednio dopasowany poziom.

##### Spór Carda i Kruegera z Neumarkiem i Wascherem oraz Employment Policies Institute
Jednym z pierwszych i głośniejszych badań, które wykazywało, że niewielkie podwyżki płacy minimalnej niekoniecznie prowadzą do wzrostu bezrobocia, była publikacja Carda i Kruegera z 1993 r. porównująca rynek pracy w fast-foodach w New Jersey i Pensylwanii. David Card otrzymał między innymi za tę pracę prestiżową nagrodę Amerykańskiego Towarzystwa Ekonomicznego. W 1995 r. ekonomiści Neumark i Wascher opublikowali jednak we współpracy z think-tankiem Employment Policies Institute replikację, która całkowicie podważała wnioski tego badania. Czołowe dzienniki, takie jak New York Times oraz The Washington Post, opublikowały artykuły oraz teksty sponsorowane przez think-tank EPI, dyskredytujące wcześniejsze wyniki. Autorzy badań wdali się w ciągu następnych lat w spór na łamach czasopism naukowych, w którym obie strony reprodukowały swoje wyniki i zarzucały oponentom błędy naukowe. Card i Krueger wykazali, że Neumark i Wascher oparli się na wybiórczych i niepublicznych danych, obejmujących 230 dobranych przez EPI lokali. Ustalono również, że ten rzekomo apolityczny i naukowy think-tank jest prowadzony w rzeczywistości przez firmę Berman & Co., świadczącą usługi lobbystyczne i marketingowe dla branży restauracyjnej. Nazwa think-tanku była szczególnie myląca dla dziennikarzy, ponieważ w Ameryce działa również starszy, lewicowy Economic Policy Institute, który popiera ustawową płacę minimalną. Neumark i Wascher częściowo odcięli się w późniejszym czasie od EPI i kontynuują spór.
Późniejsze metaanalizy, jak praca zespołu Dube z 2013 r., uwzględniająca oszacowania pochodzące z krytycznych wobec płacy minimalnej prac Neumarka i Waschera, jak też Sabii, Burkhausera i in., poparły wnioski Carda i Kruegera.

#### Efekty pozytywne
Według części badań empirycznych, płaca minimalna na odpowiednim do warunków poziomie może mieć szereg pozytywnych efektów dla gospodarki:
- zachęcać pracowników do zwiększania aktywności, produktywności i wykształcenia[102]
- zmniejszać rotację pracowników, co sprzyja ich specjalizacji i produktywności[103]
- redukować ubóstwo[95][101][104] i nierówności ekonomiczne[105], oraz współwystępujące z nimi problemy takie jak otyłość[106]
- podnosić płace szerokich grup innych pracowników, nie tylko zarabiających płace na minimalnym poziomie[105][107]

Może być przy tym neutralna dla zatrudnienia, również dla grup takich jak nastolatki i mniejszości. Podobne wyniki otrzymano w Wielkiej Brytanii.

#### Efekty negatywne
W części badań empirycznych zaobserwowano, że płaca minimalna może mieć też negatywne efekty:
- nie redukować znacząco ubóstwa, m.in. ponieważ w dużej mierze korzystają na niej rodziny, które nie są najgorzej sytuowane[109][110][111]
- nie redukować znacząco nierówności[112]
- zmniejszać takie niepłacowe świadczenia ze strony pracodawców jak doszkalanie pracowników[113]

W niektórych regionach i grupach powiązano również podnoszenie płacy minimalnej z istotnym wzrostem bezrobocia, np. w Chinach.

### Opinie ekspertów
Ekonomiści zasadniczo zgadzają się, że płaca minimalna jest jedynie pomocniczym narzędziem, które nie jest silnie efektywne w realizacji celów społecznych. Preferowanym przez nich instrumentem polityki społecznej dla redukcji ubóstwa są ulgi podatkowe od dochodu, ponieważ zachęcają pracowników do pracy, a jednocześnie nie zniechęcają pracodawców do zatrudnienia. Innym efektywniejszym środkiem zmniejszania biedy i nierówności jest udostępnianie publicznej edukacji. Tego rodzaju instrumenty nie wykluczają się bynajmniej, lecz uzupełniają. Stwierdzają tak nawet badacze z reguły krytyczni wobec płacy minimalnej, tacy jak Neumark i Wescher. Kluczowe dla efektywności płacy minimalnej jest dopasowanie jej stawki do lokalnych warunków gospodarczych – nie powinna być ona zbyt wysoka. Tak z kolei stwierdzają nawet badacze, którzy są z reguły obrońcami tego instrumentu, jak Dube czy Krueger.
Konkretna wysokość płacy pozostaje kwestią kontrowersyjną. W ankietach przeprowadzanych wśród czołowych ekonomistów amerykańskich przeważa poparcie dla ogólnej idei płacy minimalnej, i krytyczna ocena propozycji ustalenia jej na wysokim poziomie, jak stawka $15 omawiania w kampanii wyborczej w 2016 r. W okresie debaty publicznej nad wprowadzeniem w Stanach Zjednoczonych płacy na poziomie $10, pod listem poparcia dla tego postulatu podpisało się ok. 600 ekonomistów, w tym 7 noblistów, a pod listem sprzeciwu – ok. 500 innych ekonomistów, w tym 3 noblistów.
Znanym krytykiem płacy minimalnej był Milton Friedman. Argumentował on, że płaca minimalna odbija się szczególnie niekorzystnie na mniejszościach i nastolatkach. Stwierdził, że jest „jednym z najbardziej, o ile w ogóle nie najbardziej, antymurzyńskim przepisem” w ustawodawstwie, oraz że gwałtowna podwyżka stawek minimalnych w latach 60. doprowadziła do powiększenia stopy bezrobocia. W latach 70. XX wieku w Stanach Zjednoczonych odsetek bezrobotnych wśród białej młodzieży wynosił ok. 15–20%, a wśród czarnej było to 35–45%.

### Inne opinie
W uzasadnieniu Międzynarodowej Organizacji Pracy dla wprowadzania płacy minimalnej podano, że jej celem jest:
- dążenie do likwidacji nadmiernej eksploatacji pracowników,
- walka z ubóstwem,
- zapewnienie odpowiedniego poziomu życia,
- zapewnienie pracownikom równej płacy za równą pracę,
- zapobieganie konfliktom w pracy,
- eliminowanie pewnych form szkodliwej konkurencji,
- promowanie stabilności ekonomicznej i rozwoju gospodarczego i cywilizacyjnego.

W opinii zwolenników wymuszania płacy minimalnej pełni ona zarówno rolę ekonomiczną, jak i rolę społeczną. Jako rolę społeczną traktuje się jej ustalanie na poziomie zapewniającym niezbędne środki utrzymania. Jednak uznaje się często, że rola płacy minimalnej nie ogranicza się do kształtowania jej na poziomie pokrywającym niezbędny koszt utrzymania. Stanowi ona również ekwiwalent za pracę prostą i lekką, a więc taką, która zgodnie z oceną pracy jest najniżej wynagradzana. Płaca minimalna jest punktem wyjścia do budowy tabel płac i kształtowania hierarchii wynagrodzeń odpowiednio do różnic w jakości pracy i jej efektach. Zatem można oczekiwać, ze wzrost płacy minimalnej skutkuje wymuszeniem wzrostu płacy na wielu innych stanowiskach pracy.
Wielu uznaje, że płaca minimalna to właściwy instrument do zabezpieczenia bytu zatrudnionych wszędzie tam, gdzie panuje wśród pracodawców tendencja do oszczędzania poprzez zaniżanie wynagrodzeń do poziomu nie pozwalającego zatrudnionym na zaspokojenie podstawowych potrzeb. Stanowienie płacy minimalnej służy także wyeliminowaniu z rynku przedsiębiorstw, dla których wyzysk pracowników jest jedyną możliwą drogą do osiągnięcia sukcesu ekonomicznego, np. oferujących produkty słabej jakości, nie posiadających odpowiedniego kapitału, nieinnowacyjnych.
Inni argumentują, że jest to instytucja szkodliwa, ponieważ wypycha z rynku pracy osoby najgorzej sobie na nim radzące. Płaca minimalna powoduje spadek popytu na pracę oraz wzrost jej podaży, w szczególności na rynku pracy osób najsłabiej wykwalifikowanych. Sztucznie zawyża także realne koszty zatrudnienia ustalane przez przedsiębiorców, opierając się na wydajności pracy (w prawidłowo funkcjonującym przedsiębiorstwie wzrost płac nie może być szybszy niż ROE i wydajność pracy). W Polsce np. jedną z grup o najwyższym bezrobociu są osoby do 30 roku życia, czyli dopiero wchodzące na rynek pracy i mające małe doświadczenie zawodowe. Pracodawca stając przed dylematem zatrudnienia kogoś za zawyżoną według siebie stawkę, często od tego odstępuje. Brak prawnego przyzwolenia na stawki niższe oznacza zatem w praktyce zakaz pracy i przymusowe bezrobocie. Utrzymywanie instytucji płacy minimalnej, często obejmującej znaczną część populacji, nie eliminuje zatem podstawowego problemu jakim są niskie przeciętne wynagrodzenia, wynikające z niskiego poziomu rozwoju gospodarczego państwa, a wręcz go pogłębia.
Istnieją pewne dodatkowe ukryte koszty tego rodzaju interwencji, które – choć trudne do wykrycia – bywają bardzo szkodliwe dla osób poszukujących pracy. Przykładowym skutkiem istnienia przepisów o płacy minimalnej jest ograniczenie możliwości zdobywania kwalifikacji zawodowych. Stworzenie odpowiednich warunków dla kształcenia nowych pracowników wiąże się z potrzebą pozyskania dodatkowych zasobów przez pracodawców, co z kolei zwiększa koszty zatrudnienia i utrzymania kadry pracowniczej. Dodatkowe obciążenia kosztów pracy odbierają firmom bodziec do zwiększania zatrudnienia, co w dłuższej perspektywie uniemożliwia potencjalnym pracownikom zdobycie cennych umiejętności zawodowych. Przepisy o płacy minimalnej ograniczają więc bezpośrednio mobilność najbiedniejszych i najgorzej wykształconych grup społeczeństwa.
Ponadto, płaca minimalna, zdaniem liberalnych ekonomistów, jest rodzajem ceny urzędowej, jest zatem formą etatyzmu i funkcjonuje bez oparcia na realiach rynkowych. Efektem istnienia cen urzędowych jest poszerzanie się szarej strefy. Relatywnie wysoka płaca minimalna przyczynia się więc do powiększania pozaprawnego obrotu gospodarczego, a co za tym idzie – obrotu nieopodatkowanego i wyjętego m.in. spoza wymogów legalnego rynku pracy. Zaburza to konkurencję na rynku, a państwu przysparza kosztów walki z tym zjawiskiem oraz strat w dochodach do budżetu. W Polsce od wysokości płacy minimalnej zależy wiele świadczeń socjalnych, tak więc jej podwyższenie ma oprócz bezpośredniego (pracownicy zatrudnieni w tzw. „budżetówce”) także pośredni wpływ na powiększanie wielkości wydatków budżetowych (patrz: deficyt budżetowy, efekt wypychania). Nierzadkie są patologie, takie jak np. pobieranie zasiłku dla bezrobotnych przy jednoczesnej pracy na czarno za niskie stawki.

### Szkoła austriacka
Według szkoły austriackiej (która nie należy do akademickiej ekonomii głównego nurtu) przepisy uznające płacę minimalną stoją na przeszkodzie w tworzeniu miejsc pracy w sposób zgodny z prawem. W ten sposób przyczyniają się do wzrostu liczby osób nielegalnie zatrudnionych.
Z płacą minimalną wiążą się jeszcze ukryte koszty innej natury. Dyskusje na temat stawek minimalnych niszczą tkankę społeczną, powiększając dystans dzielący pracodawców i pracowników. Spięcia między obiema grupami trudno uznać za uzasadnione, zważywszy na to, że dotyczą kontraktów z natury dobrowolnych i obustronnie korzystnych, aczkolwiek obustronnie niepozbawionych kosztów. Powielanie poglądu utożsamiającego zatrudnienie z jednostronnie niesprawiedliwym układem prowadzi do niepotrzebnych antagonizmów. Taki stan rzeczy m.in. działa odstraszająco na osoby znajdujące się na marginesie ubóstwa, zniechęcając je do poszukiwania pracy.
Firmy, zmuszone stawić czoła omawianym ograniczeniom, często decydują się na zastąpienie niewykwalifikowanych kandydatów osobami o wyższych umiejętnościach. Raport sporządzony przez Show-Me Institute ilustruje ten mechanizm następującym przykładem. Załóżmy, że pewna praca może być wykonana przez trzech niewykwalifikowanych bądź dwóch wykwalifikowanych pracowników. Przy godzinnych stawkach wynoszących 5 dolarów za usługi przedstawiciela pierwszej grupy oraz 8 dolarów za pracę wykonaną przez osobę z grupy drugiej, firma zdecyduje się na zatrudnienie słabiej wyszkolonych kandydatów i w rezultacie poniesie łączny koszt 15 dolarów. Jeśli jednak podniesiemy płacę minimalną do poziomu 6 dolarów za godzinę, tej samej firmie będzie się teraz bardziej opłacać pozyskanie dwóch wykwalifikowanych pracowników. Poniesiony przez nią koszt wyniesie 16 dolarów, czyli mniej niż kwota 18 dolarów, z którą wiązałby się koszt zatrudniania trzech pracowników niewykwalifikowanych. W „oficjalnych statystykach” tak mała redukcja siły roboczej uznawana jest za niewielką stratę (w omawianym przypadku jest to zaledwie jedna jednostka pracująca), ale warte zaobserwowania jest to, że pomimo zwiększenia średniej płacy do poziomu 8 dolarów najmniej wykwalifikowani pracownicy nie mają teraz pracy.
Ograniczenia i regulacje rynku pracy – w tym ceny minimalne – powodują zbędne straty społeczne (tzw. deadweight loss), motywując firmy do uchylania się od takich przepisów. Przedsiębiorstwa z przewagą komparatywną w dyscyplinie omijania prawa mają przy tym największe szanse na osiągnięcie sukcesu. Rynkowe regulacje stanowią zatem zachętę i wsparcie dla organizacji przestępczych, a także ograniczają względną cenę nieuczciwości, co uprawdopodabnia wzrost liczby zachowań kolidujących z etyką na rynku pracy.

### Oddziaływanie na mniejszości narodowe
Płaca minimalna może być w szczególności szkodliwa dla mniejszości narodowych, jeśli obarczone są dodatkowo słabą pozycją negocjacyjną. Z opublikowanej przez kontrowersyjny think-tank lobbystyczny Employment Policies Institute analizy danych zgromadzonych w latach 1994–2010, przeprowadzonej przez ekonomistów zajmujących się tematyką rynku pracy w USA, profesora Williama Evena z Miami University oraz Davida Macphersona z Trinity University, wynika, że 10-procentowy wzrost płacy minimalnej skutkował zmniejszeniem zatrudnienia wśród białych mężczyzn o 2,5%; w przypadku ludności latynoskiej odsetek ten wyniósł 1,2%. Wśród Afroamerykanów 10-procentowy wzrost kwoty minimalnej przekładał się na spadek zatrudnienia o 6,5%. Podobne wyniki zaobserwowano, gdy kryterium stanowiły przepracowane godziny – takiemu samemu wzrostowi płacy (10%) towarzyszyły spadki w zatrudnieniu o 1,7%, 6,6% i 3%, odpowiednio wśród mężczyzn białych, czarnych i Latynosów. Konsekwencje wzrostu poziomu płacy minimalnej zaobserwowane w podgrupie czarnoskórych mężczyzn okazały się dla nich dotkliwsze nawet od kryzysu finansowego z roku 2007.

### Wpływ klina podatkowego
Klin podatkowy ma istotny wpływ na płacę minimalną, z jednej strony zmniejszając wzrost pensji z punktu widzenia pracownika, jak i podnosząc koszt etatu z punktu widzenia pracodawcy. Klin podatkowy w Polsce skutkuje tym, że pracodawca chcący zwiększyć pracownikowi pensję o 100 zł brutto wyda na tę podwyżkę 120 zł, zaś pracownik „na rękę” otrzyma zaledwie 70 zł, zaś pozostałe 50 zł zostanie skonsumowane przez składki socjalne i zaliczkę na podatek dochodowy. Koszt podwyżki brutto o 200 zł to 240 zł i 140 zł netto dla pracownika, podwyżki o 500 zł to 600 zł i 350 zł netto. Równocześnie, ze względu na bardzo niskie kwoty przychodów zwolnione z opodatkowania w Polsce klin podatkowy jest najsilniej odczuwalny właśnie przez rodziny osiągające niskie dochody.

### Płaca minimalna a przeciętne wynagrodzenie
1 stycznia 2019 roku płaca minimalna przekroczyła wysokość przeciętnego wynagrodzenia z 2002 roku. Może być to obiekt do porównań, np. co przeciętny mieszkaniec mógł kupić za pensję minimalną w Polsce obecnie, a co za przeciętne wynagrodzenie w 2002 roku.